# Kachelotplate
Kachelotplate es una isla frisona oriental situada entre Borkum y Juist y al norte de la isla deshabitada de Memmert.

## Toponimia
El nombre de la isla proviene de la palabra francesa cachalot («cachalote»).

## Flora y fauna
Sirve de área de nidificación de muchas aves así como de refugio para focas. Cuenta con dunas de formación eólica donde ya crece vegetación.

## Historia
Es la más joven de les «islas» frisias, aunque su reconocimiento como isla no llegó hasta el 28 de julio de 2003. Aquel día, el Niedersächsischer Landesbetrieb für Wasserwirtschaft und Küstenschutz («Servicio de la Baja Sajonia de Hidráulica y Búsqueda Costera») declaró que el antiguo banco de arena de Kachelotplate había crecido tanto que ya no se inundaba ni durante las más altas mareas y estableció las dimensiones en 2,5 por 1,3 kilómetros.

### Futuro de la isla
En el futuro es posible que Kacheloplate se acabe uniendo a Memmert formando una sola isla, aunque el estrecho que los separa pierde profundidad, y se cree que este extremo podría tardar decenas de años. De momento, es todavía posible que en caso de una tormenta excepcional (y con una fortísima marea meteorológica) la isla desaparezca momentáneamente bajo las aguas del mar del Norte.
- Datos: Q25112
- Multimedia: Kachelotplate / Q25112